# Ernst Geyer (Jurist)
Ernst Karl Wilhelm Geyer (* 23. März 1888 in Leipheim im Landkreis Günzburg; † 14. April 1949 ebenda) war ein deutscher Verwaltungsjurist, Eisenbahnmanager und Präsident der Reichsbahndirektion Nürnberg.

## Leben
Nach dem Abitur am Humanistischen Gymnasium Günzburg studierte Ernst Geyer Rechts- und Staatswissenschaften an der Ludwig-Maximilians-Universität München und der Friedrich-Alexander-Universität Erlangen-Nürnberg, legte am 7. Juli 1911 die erste juristische Staatsprüfung ab und leistete den dreijährigen Vorbereitungsdienst (Referendariat). Da er durch den Kriegsdienst von 1914 bis 1918 von der zweiten Staatsprüfung abgehalten wurde, machte er diese Prüfung im Jahre 1918 und wurde so gestellt, als wenn er dieses Prüfungsergebnis (Note „73“) im Jahre 1914 erreicht hätte. Er promovierte zum Dr. jur. und kam im Juni 1919 als Rechtspraktikant zur Eisenbahndirektion Nürnberg, wurde dort im Juli Assessor und im April 1920 als Regierungsrat übergeleitet.
In den Jahren 1923/1924 war er als Leiter der Flüchtlingsfürsorge für die aus der Pfalz und Hessen vertriebenen Eisenbahner eingesetzt. Zum Jahresende 1924 wurde er zum Vorstand der Betriebsinspektion II in Nürnberg ernannt. Nachdem er zum Jahresbeginn 1925 zum Reichsbahnrat befördert worden war, wurde er im November 1928 Vorstand des Betriebsamtes Nürnberg und zwei Jahre später Vorstand des Reichsbahnverkehrsamtes Nürnberg.
Zum 1. Januar 1931 wurde er Leiter der Reichsbahndirektion Nürnberg und im Jahr darauf Reichsbahnoberrat. Mit Bestellungsurkunde vom 29. November 1933 wurde er dort zum 1. Dezember 1933 Präsident. In diesem Amt blieb er bis zu seiner Amtsenthebung am 21. September 1943. Die Gründe für diese Maßnahme sind nicht bekannt. Er wurde verhaftet und nach Berlin verbracht, wo er bis zum 31. August 1945 interniert wurde.
Mit Urkunde vom 27. Juni 1944 wurde er wegen Dienstunfähigkeit zum Jahresbeginn 1945 in den Ruhestand versetzt.
Geyer war Mitglied des Bundes Nationalsozialistischer Deutscher Juristen.